# Саттаров, Тимофей Ренатович
Тимофе́й Рена́тович Сатта́ров (нем. Timofey Sattarov; род. 6 декабря 1984, Тюмень) — немецкий русскоязычный поэт, композитор, музыкант (баянист), автор песен.

## Биография
Тимофей Саттаров родился 6 декабря 1984 года в Тюмени. В 1997 году эмигрировал с родителями из России в Германию.
В 2009 году окончил Берлинскую высшую школу музыки имени Эйслера по классу баяна.
С начала учебы сотрудничал с различными оркестрами, театрами и оперными театрами, включая Симфонический оркестр Берлинского радио, Берлинский филармонический оркестр, Опера Земпера (Дрезден), Нойкёльнская опера, Берлинер ансамбль, Баварская государственная опера, Baletto Civile Italien Parma.  Постоянный участник танго-проекта «Капелла Строк» Международного общества мультимедийной культуры и европейской коммуникации имени Оскара Строка и Эдди Рознера.
В 2011 году вместе с Андреем Лакисовым и Берндом Гезеллом основал музыкальное трио Laccasax, для которого аранжирует и сочиняет произведения камерной музыки и с которым выпустил два альбома — Passe Partout и In Music at Home на лейбле GLM Music. В 2022 году на том же лейбле выпустил сольный альбом Hyperbole.
Лауреат нескольких конкурсов баянистов. С 2011 по 2015 год был стипендиатом ассоциации Иегуди Менухина Live Musik Now.
В 2012 году Дмитрий Драгилёв характеризовал двадцативосьмилетнего поэта Тимофея Саттарова как «молодого неофита», ищущего «свой голос на путях штудирования разных наследий, традиций, школ: футуристов, Ивана Жданова…»
Публиковался в сетевых журналах «Топос», «ТЕКСТъ» и др.
Живет в Берлине.

## Участие в творческих и общественных организациях
- Член (с 2017), заместитель председателя (2018—2024) Содружества русскоязычных литераторов Германии (СЛоГ)[1]